# 光冠水菊
光冠水菊（学名：Gymnocoronis spilanthoides）又名裸冠菊，为菊科光冠菊屬下的一个种。